# Královská severozápadní jízdní policie
Královská severozápadní jízdní policie (anglicky North-West Mounted Police; zkratkou NWMP) byl policejní sbor na území Kanady, zřízený r. 1873 (tj. 3 roky před získáním nezávislosti) Dočasnou radou Severozápadních teritorií – na tomto území měly tyto polovojensky organizované jednotky zajistit klid, pořádek a státní svrchovanost proti nárokům Američanů, pronikajících sem z Aljašky. Přímým vzorem byla Královská irská policie (z hlediska strukturálního); výstroj a výzbroj byla převzata z oddílů kavalerie Britské armády. Přídavné jméno „královská“ bylo policejnímu sboru uděleno až r. 1904.
V roce 1895 se působnost NWMP rozšířila i na území Yukonu; o 8 let později i na celé kanadské pobřeží Arktidy. Další provincie následovaly: Alberta, Saskatchewan (1905) & Manitoba (1912).
Časté úvahy o jejím rozpuštění vedly jejího posledního prezidenta A. Perryho ke snaze o sloučení s Dominiální policií, což se nakonec 1. února 1920 zdařilo a vznikla nová organizace: Královská kanadská jízdní policie. Ta plní funkci kanadské policie dodnes.